# Performance marketing
Performance-baseret marketing, også kendt som betal-for-performance markedsføring, er en form for markedsføring hvor køberen kun betaler for målbare resultater. Performance-baseret markedsføring er blevet mere udbredt i takt med etableringen af elektroniske medier, særligt på internettet, hvor det er muligt at måle brugerens handlinger. Det essentielle i performance marketing er, at succes alene måles på en kampagnes evne til at skabe målbare leads og/eller salg. Der kigges ikke på awareness, trafik eller branding. Via. performance marketing har man adgang til data på så mange kontaktpunkter som muligt, samt muligheden for at påvirke disse positivt. F.eks. kan det være, at en tekst på en landing page, der opfordrer en forbruger til at opskrive sig til et produkt, skal gøres bedre, et billede skal udskiftes, medier og priser som skal justeres osv. Der er gerne mere end 100 variable på spil. Og det kræver et godt overblik at se, hvorledes disse variable påvirker hinanden.

## Prismodeller
Der er fire gængse prismodeller som bliver brugt i online performance annoncering. CPM (cost-per-mile, eller omkostning-per-tusinde) pris modellen, opkræver annoncører for indtryk, det vil sige antallet af gange folk ser en annonce. Derudover finder man Display annoncering, som almindeligvis sælges via CPM prismodellen. Problemematikken med CPM annoncering er, at annoncørerne bliver opkrævet selvom målgruppen ikke klikker på annoncen.
CPC (cost-per-click eller omkostning-per-klik) annoncering løser dette problem ved at opkræve annoncører, når forbrugeren klikker på annoncen. Men på grund af øget konkurrence, er søgeord blevet meget dyrt. En 2007 DoubleClick Performics Search Trends rapport viser, at der var næsten seks gange så mange søgeord med pris pr klik (CPC) på mere end $ 1 i januar 2007 end året før. Omkostningerne pr søgeord steg med 33% og omkostningerne pr klik steg med så meget som 55%.
Ligeledes er der sket en kraftig stigning i online leadgenerering - bannere og direkte annoncering, der virker fra en CPL prismodel - cost-per-lead (omkostning-per-lead). Ved denne prismodel, betaler annoncøren kun for kvalificerede kundeemner - uanset de klik eller visninger, der gik ind og genererede leadet/emnet. CPL annoncering omtales almindeligvis også som online leadgenerering.
Omkostning-per-lead (CPL) prismodellen er den mest annoncør-venlige. En IBM forskningsundersøgelse påviste, at 2/3 af marketingfolk forventer 20 procent af annonceindtægter til at bevæge sig væk fra indtryk-baserede salg, til fordel for action-baserede modeller, inden for tre år. Ved CPL modeller betaler annoncøren kun for kvalificerede kundeemner, i modsætning til klik eller visninger, og er på toppen af return on investment hierarkiet hvad angår online annoncering. 
Annoncøren skal være forsigtig, når man vælger mellem CPL og CPA prismodeller.
I CPL kampagner betaler annoncøren for et interesseret lead - dvs. kontaktoplysningerne for en person som på forhånd er interesseret i annoncørens produkt eller service. CPL kampagner er velegnet til brand-marketingfolk og direkte-respons-marketingfolk, der ønsker at engagere forbrugerne på flere parametre - ved at opbygge et nyhedsbrev, community site, loyalitetsprogram eller medlemsprogram.
I CPA kampagner, betaler annoncøren typisk for et afsluttet salg, som involverer en kreditkort transaktion. CPA handler om "nuet" - fokus er på at opfordre forbrugeren til at købe på det nøjagtige tidspunkt. Hvis en besøgende på hjemmesiden ikke køber noget, er det ikke nemt at re-markedføre i deres retning.

### Andre afgørende faktorer
1. CPL kampagner er annoncør-centreret. Annoncøren forbliver i kontrol over deres brand, hvor de kan vælge relevante udgivere til at køre deres tilbud. Omvendt er CPA og affiliate-marketing kampagner, udgiver-centreret. Annoncører har her kontrol over, hvor deres brand vil blive vist, idet udgiverne gennemser tilbud, og vælger hvilke skal vises på hvilke hjemmesider.
2. CPL kampagner er som regel høj-volumen og lette på indhold. I CPL kampagner, indsender forbrugeren kun grundlæggende kontaktoplysninger. Oplysningerne kan være så simple som en e-mailadresse. I forhold til lav-volumen og komplekst indhold, finder man CPA kampagner. Typisk skal forbrugeren her indsende kreditkort og andre detaljerede oplysninger.
CPL annoncering er mere relevant i forhold til annoncører som leder efter at indsamle og engagere brugere via kampagner, ved at re-markedsføre til slut-forbrugeren gennem e-nyhedsbreve, community sites, loyalitets programmer, og andre engagement-drivere. 

## Økonomiske fordele
Mange annoncørers budgetter er begrænsede, og den mest effektive metode hvad angår annoncering er ikke nødvendigvis ligetil. Med performance marketing strategien undgår de risikoen for at betale store mængder for reklamer, der er ineffektive. Man betaler altså kun for resultater.
Reklamebureauet, distributøren eller udgiveren, påtager sig risikoen, og derfor er han motiveret til at sikre, at reklamen er målrettet, ved at undnytte reklamepladsen bedst muligt. Elektroniske medie-udgivere kan vælge reklamer ud fra placering, tidspunkt på dagen, ugedag, demografi og performance-historik, hvilket sikrer, at de maksimerer indtægterne bedst muligt.
Målet er at minimere antallet af irrelevante reklamer, som præsenteres for forbrugerne. De ser kun reklamer for varer og tjenesteydelser, der højst sandsynligt vil interessere dem. Selv om forbrugerne ofte synes at reklamer er irriterende, er der mange situationer hvor annoncen nyttig for forbrugeren, hvis indholdet er relevant. 

## Målbarhed
Forskellige typer af målbar handling kan anvendes i forhold til betaling af performance-annoncering:
- Mange internetsider opkræver betaling for annoncering via "CPM" (omkostning pr tusinde) eller pris pr indtryk Det vil sige, annoncøren betaler kun, når en forbruger ser deres annonce.

- Internetsider tilbyder ofte også reklamer baseret på "PPC" (betaling per klik). Services fra Google AdWords og tilsvarende produkter fra Millennial Media, Yahoo !, Microsoft, blandt andre, bruger PPC reklamering.
- Et beskedent, men voksende antal steder er også begyndt at tilbyde "Betal per opkald". Brugeren kan her klikke på en knap for at placere et VoIP-opkald, eller anmode om et opkald fra annoncøren. Hvis brugeren anmoder om et opkald, er de formentlig meget tilbøjelige til at foretage et køb, og denne type målbarhed er derfor meget præcis.

Nogle internetsider er markeder, der samler købere og sælgere. eBay er et fremtrædende eksempel på et marked, der opererer på auktion basis. Andre markedspladser lader sælgerne bestemme deres egen pris. I begge modeller, medierer markedet salg og tager en provision - en defineret procentdel af salgets værdi. Markedet er motiveret til at give en mere fremtrædende position til leverandører, der opnår høj salgsværdi. Disse markeder kan ses som en form for performance-annoncering.
Brugen af mobil-kuponer, giver også en helt ny form for måbarhed i forhold til at kunne identificere kampagnens effekt. Der er flere udbydere af mobil-kupon teknologi, hvilket gør det muligt at levere unikke kuponer eller stregkoder til hver enkelt person, og samtidig identificere den person der henter det. Dette gør det muligt at følge disse personer i hele processen fra download til indløsningstidspunktet. 

## Medier
Performance-annoncering breder sig til andre medier:
Mobiltelefonen bliver i stigende grad brugt som en web browsing enhed, og understøtter både betal-per-klik og betal-per-opkald. Kuponer leveres her til mobiler og kan bruges til at koble reklamer til direkte salg. I takt med forbrugerene begynder at bruge deres mobiler som en elektronisk betalings enhed, kan man etablere direkte forbindelse mellem reklame og indkøb. Forbindelsen kan også være indirekte. En forbruger kan bruge deres mobiltelefon til at scanne en stregkode på en udendørs reklame, hvilket indlæser annoncørens mobilsite på telefonen. Selvom forbrugeren ikke foretager købet med det samme, kan forbindelsen ses og måles idet forbrugeren går til annoncørens butik / webshop, og bruger telefonen til at foretage et køb, selvom det er på et senere tidspunkt.
Nogle udbydere er begyndt at indføre reklamer hvor annoncøren betaler, når man lytter til deres annonce, hvilket svarer til internet-baseret CPM reklame, når de beder om yderligere oplysninger, eller når de foretager et opkald.
IPTV kommer på sigt til at kombinere funktioner i kabel-tv og internet. Seerne kan her se reklamer i sidepanelet, som er relevante for programmet man ser på det pågældende tidspunkt. Man kan klikke på en reklame for at få flere detaljer, og denne handling kan derefter måles og bruges til at opkræve annoncøren.

## Problematikker
Der er ligeledes risiko for svindel i performance-baseret markedsføring. 
- Publikationen kan rapportere overdrevne performance-resultater, selvom det ville være usandsynligt hos et velrenommeret selskab, idet de ikke ville tage risikoen for at blive udsat for revision eller blive sat i forbindelse med uhensigtsmæssig adfærd. Det er derfor vigtigt at tænke over hvilket bureau man vælger.
- Bekymringer hvad angår krænkelse af brugerens privatliv, fordi brugerens handlinger kan måles.

## Gode råd til performance marketing
Det er vigtigt at undersøge, hvor meget en ny kunde må koste, hvor mange nye kundeemner man har behov for i forhold til at nå et givent mål, og hvad det er man vil forsøge at lokke forbrugerne med osv.
Til dette forarbejde kan man starte med at udregne, hvor meget en ny kunde er værd i hele den periode denne er aktiv, og leverer et indkomstflow. Dernæst kan man beregne, hvor meget man er villig til at give for et nyt kundeemne. 
Efter beregningen, kan man gå videre med at udarbejde en business case som belyser hvilke medier, der kan bringes i spil, hvorledes en landingpage forventes at fungere, hvor aggressivt der valideres på kontaktemner, hvor godt telemarketingfolkene evner at sælge, osv. Det er her man vurderer, om en marketinginvestering kan betale sig, eller om der skal foretages markante justeringer i grundlaget for kampagnen.

## Eksterne Kilder
- http://thepma.org/our-work/the-performance-marketing-industry/
- The Online Lead Generation Glossary
- Performance-Based Advertising: Price and Advertising as Signals of Product Quality - Paper by Juan Feng and Jinhong Xie of the University of Florida.
- Performance-based Pricing Models in Online Advertising - - Paper by Yu Jeffrey Hu of Purdue
- Double Marginalization in Performance-Based Advertising: Implications and Solutions - Paper by Chrysanthos Dellarocas of Boston University.
- The Slow Decline of CPM Advertising? - Mark Evens: Analyst viewpoint
- Performance Marketing for dummies: models definition - Arkiveret 11. februar 2017 hos  Wayback Machine